# Gehirn im Tank

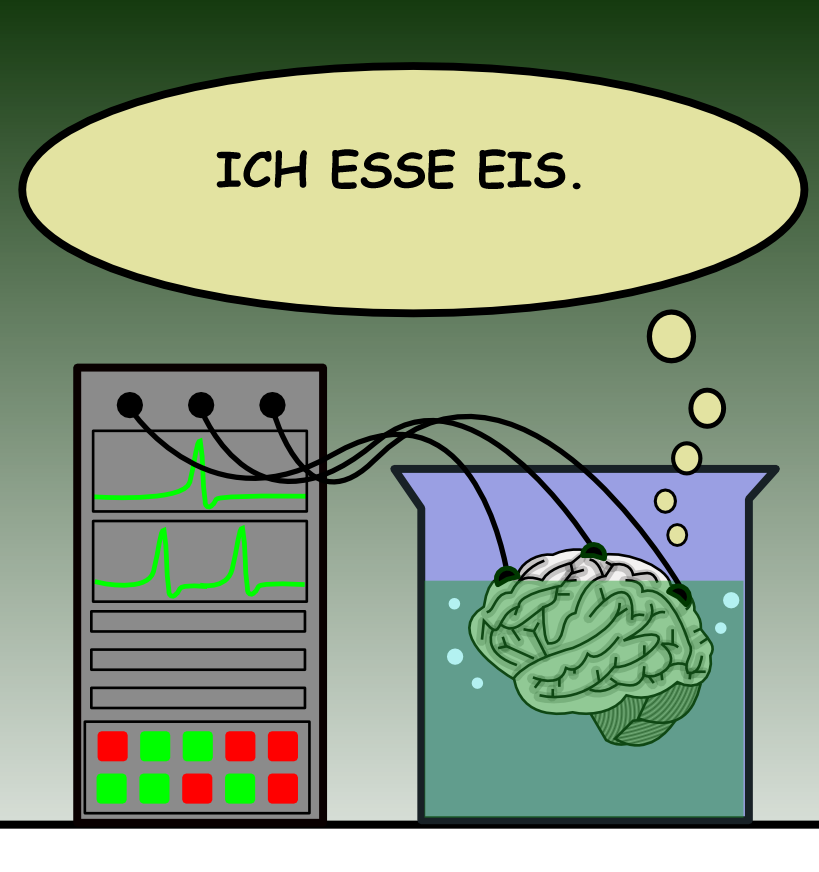
Im Gehirn vorgestellte Realität und tatsächliche Realität stimmen in diesem Gedankenexperiment nicht überein.

Das Gehirn im Tank (englisch brain in a vat) ist ein Argument, das in einer Vielzahl von philosophischen Gedankenexperimenten genutzt wird. Es soll Konzepte wie Wissen, Realität, Wahrheit, Geist, Bewusstsein und Bedeutung hinterfragen.
Vorgestellt wird dabei ein in einem Tank künstlich am Leben gehaltenes Gehirn, das von einem Computer mit elektrischen Impulsen stimuliert wird, so wie es die Nervenleitungen eines realen Körpers tun würden, sodass sich aus der Perspektive des Gehirns eine (simulierte) Realität ergibt. Es stellt sich dann die Frage, ob das Gehirn feststellen kann, ob es in einer realen Umgebung, also einem realen Körper, oder in einer simulierten Realität steckt, und ob dies ethisch und erkenntnistheoretisch relevant ist.
Hilary Putnam hat einen viel diskutierten Versuch der Widerlegung des Arguments präsentiert.

## Skeptisches Argument
Das Gehirn-im-Tank wird als Argument für Skeptizismus und Solipsismus verwendet. Das Argument setzt das Prinzip der Geschlossenheit von Wissen voraus. Damit ist gemeint: Wenn ich eine Proposition p weiß, dann weiß ich auch, was aus p logisch folgt. Anders formuliert: Wenn ich nicht weiß, was aus p logisch folgt, dann weiß ich auch p nicht. p sei eine beliebige Proposition über die Welt, z. B. dass Wasser H2O sei.
Eine einfache Form des Arguments lautet:
(I) Wenn ich weiß dass p, dann weiß ich auch, dass ich kein Gehirn im Tank bin.
(II) Ich kann nicht wissen, ob ich ein Gehirn im Tank bin.
(III) Daher weiß ich nicht, dass p.
Dieses Argument ist die heutige Version der Erwägungen, die Descartes in Meditationes de prima philosophia anstellt. Nachdem er festgestellt hat, dass er allein nicht bezweifeln kann, dass es ihn als Erkenntnissubjekt gibt, hält er fest, dass er seinen Wahrnehmungen nicht trauen könne, weil denkbar ist, dass ein böser Geist möglicherweise alle seine Erfahrungen steuert.

## Philosophische Überlegungen
In den letzten Jahrzehnten haben sich vor allem Vertreter der Analytischen Philosophie auf vielfältige Weise mit Fragestellungen dieser Art auseinandergesetzt. Ausgangspunkt war Gilbert Ryles Metapher zur Beziehung zwischen Körper und Geist in der Philosophie Descartes’, die er als „Ghost in the Machine“ (Gespenst im Apparat) beschrieb. Davon ausgehend wurden mehrere Gedankenexperimente entwickelt, so das Chinesische Zimmer von John Searle und das Gehirn im Tank von Gilbert Harman, um in die Debatte zur Philosophie des Geistes zwischen  Behaviorismus, Theorien, traditionellem Dualismus und Funktionalismus Stellung zu beziehen. Einige, wie Barry Stroud, sagen, dass hier ein unabweisbarer Einwand gegen jeglichen Wissensanspruch bestünde.

### Putnams Versuch der Widerlegung
Hilary Putnam hat versucht, das „Gehirn im Tank“-Szenario zu widerlegen. Er argumentiert dabei für einen semantischen Externalismus. Dieser besagt, dass es eine Reihe von singulären und generellen Termen gäbe, die abhängig von der externen Umwelt des Sprechers seien. Demnach könne das „Gehirn im Tank“-Szenario nicht wahr sein. Wenn es wahr wäre, dann würden sich die Worte „Gehirn“ und „Tank“ auf nichts beziehen. Der Satz „Ich bin ein Gehirn im Tank.“ wäre notwendig falsch.

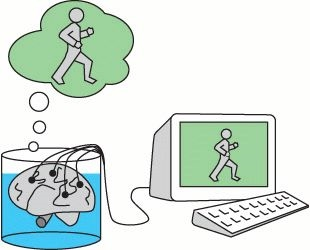

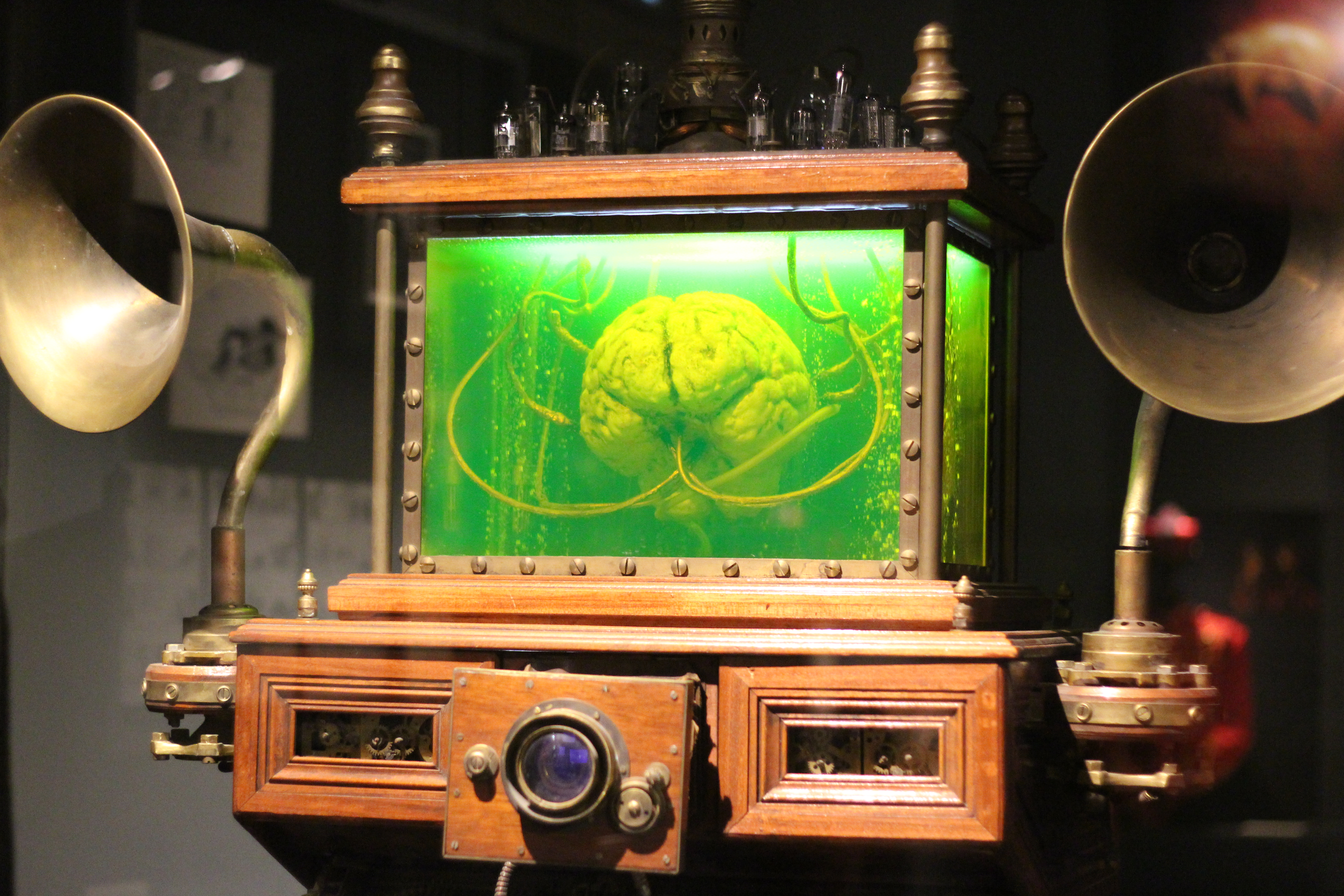
Das Gehirn Irvin im Film Die Stadt der verlorenen Kinder (Foto 2019 bei der Ausstellung „Caro/Jeunet“ im Musée Miniature et Cinéma in Lyon)

## Das Gehirn-im-Tank-Motiv in der Populärkultur
In vielen Science-Fiction-Geschichten kommt die Idee vor, dass ein verrückter Wissenschaftler einem Menschen das Gehirn herausoperiert und in einem Tank in Nährlösung aufbewahrt und seine Neuronen durch Drähte mit einem Computer verbindet, der es mit genau den gleichen elektrischen Impulsen versorgt, wie ein Gehirn sie normalerweise empfängt. In derartigen Geschichten simuliert der Computer eine Virtuelle Realität, einschließlich passender Antworten auf den Output des Gehirns, und die Person mit dem körperlosen Gehirn hat weiterhin völlig normale Erlebnisse in ihrem Bewusstsein, ohne dass diese mit Gegenständen oder Ereignissen in der realen Welt zu tun hätten.
Viele Filme greifen ähnliche Ideen auf, etwa Abre los ojos oder Matrix und dessen Fortsetzungen. Die Idee, dass das Gehirn – oder abstrakter: sein Bewusstsein – aus dem Körper herausgenommen wird, taucht in einigen der Romane von Stanisław Lem auf, ebenso die verwandte Idee, dass ein künstliches Bewusstsein von einem verrückten Wissenschaftler, der es geschaffen hat, mit künstlichen Reizen gefüttert wird. Im Roman Ubik von Philip K. Dick leben kürzlich Verstorbene in einer telepathischen Simulation weiter, während ihre Gehirne in einer Nährlösung ruhen. Benjamin Stein führt in seinem Roman Replay (2012) das Modell einer Gehirn-Computer-Schnittstelle durch, das auch die Manipulation von als real erlebten Erinnerungen enthält, ein Motiv, das bereits in dem Film Strange Days (1995) angelegt ist.